# Franjo Türk (mlađi)
Franjo Türk pl. od Karlovca grada (njem. Franz Xavier Türk Edler von Karlovacgrad; Karlovac, 4. travnja 1836. – Gornje Pokupje, 16. kolovoza 1913.), bio je hrvatski gospodarstvenik, trgovac i plemić.

## Životopis
Türk je osnovnu školu pohađao u rodnom Karlovcu, a trgovačku školu je završio u Ljubljani. Potom se uključio u trgovačke poslove oca Franje. Posjedovao je imanja Novigrad na Dobri, Svetičko Hrašće, Gornje Pokupje i Kutjevo. U posjed novigradskog imanja ušao je kupnjom od Zemaljske vlade s prvim danom 1883. godine. Novigrad, kao svoje najveće dobro, pretvara i u najljepše imanje. Grad je dao iznova urediti.
Türk je bio predsjednik karlovačke Narodne čitaonice te Karlovačke štedionice (1875. – 1913.). Isticao se i kao dobrotvor.
Türk je bio član Narodne stranke do 1883. godine. Preko tri desetljeća bio je karlovački gradski zastupnik, zastupnik u Hrvatskom saboru (1875. – 1887.) i Ugarsko-hrvatskom saboru (1875. – 1881.).
Godine 1892. sagradio je obiteljski mauzolej u Karlovcu. Umro je 1913. godine u svom dvorcu u Gornjem Pokupju.

## Brak i potomstvo
Türk je imao dva braka i šestero djece. Iz prvog braka s barunicom Herminom, kćerkom baruna Nikole Vranyczany-Dobrinovića imao je troje djece: Elvira (rođena 1865.), Beata (rođena 1866.) i Franjo Aurel (rođen 1867.). Nakon Herminine smrti 1871. godine oženio je Ottilie Rainer s kojom je imao tri kćeri: Ottilie (rođena 1871.), Alice (rođena 1879.) i Irena (rođena 1888.). Najmlađa kći Irena se 1914. godine udala za pomorskog časnika Božidara Mažuranića, unuka Ivana Mažuranića.

## Vanjske poveznice
- Franjo Ksaver pl. Türk ml., fotografija
- Franjo pl. Turk ml. 1871. u Karlovcu, fotografija
- Otilija pl Türk rođ. Reiner i Franjo Ksaver pl. Türk ml. 1901. godine, fotografija